# The Great Impersonation (film, 1935)
Pour les articles homonymes, voir The Great Impersonation.
Pour plus de détails, voir Fiche technique et Distribution.
The Great Impersonation est un film américain réalisé par Alan Crosland et sorti en 1935.

## Fiche technique
- Réalisation : Alan Crosland
- Scénario : Eve Greene d'après un roman de E. Phillips Oppenheim
- Production : Universal Pictures
- Lieu de tournage : Universal Studios
- Photographie : Milton R. Krasner
- Musique : Heinz Roemheld, Clifford Vaughan
- Montage : Philip Cahn
- Durée : 68 minutes
- Date de sortie: 
  - États-Unis : 9 décembre 1935

## Distribution
- Edmund Lowe : Sir Everard Dominey / Baron Leopold von Ragostein
- Valerie Hobson : Eleanor Dominey
- Wera Engels : Princesse Stephanie Elderstrom
- Murray Kinnell : Seaman
- Henry Mollison : Eddie Pelham
- Esther Dale : Mme Unthank
- Brandon Hurst : Middleton
- Ivan F. Simpson : Dr Harrison
- Spring Byington : Duchesse Caroline
- Lumsden Hare : Duke Henry
- Charles Waldron : Sir Ivan Brunn
- Leonard Mudie : Mangan
- Claude King : Sir Gerald Hume
- Frank Reicher : Dr Trenk
- Harry Allen : Perkins
- Larry Steers : Officier de l'armée